# María Kosty
María Soledad Mesa Pachón (Madrid, 29 de abril de 1951), más conocida como María Kosty, es una actriz española.

## Biografía
Su primer contacto con el mundo del espectáculo se produce a través de la televisión, participando en 1966 en el espacio de TVE Escala en hi-fi, que dirigía Fernando García de la Vega. Poco tiempo después debuta en el teatro con la compañía de Milagros Leal.
Su estreno en el cine se produce en 1967, con El paseíllo, de Ana Mariscal. A ese título seguiría una serie de interpretaciones en películas de terror, género en boga en la España de los primeros años setenta. Durante esa época rueda El perfil de Satanás, La rebelión de las muertas (1973), o La endemoniada (1973). Compagina esos títulos con comedias ligeras como Soltera y madre en la vida (1969), de Pedro Lazaga, Las Ibéricas F.C. (1970), de Pedro Masó o Venta por pisos (1970), de Mariano Ozores.
Paralelamente desarrolla una discreta carrera como actriz en diversos espacios dramáticos de Televisión española, como Estudio 1, donde interpreta, entre otras Malvaloca (1983). En 1980 presentó también el concurso Ding-Dong, junto a Andrés Pajares y Mayra Gómez Kemp.
A partir de los años noventa, espacia sus apariciones tanto en cine como en TV. En los últimos años, se la ha podido ver en las series Menudo es mi padre (1996-1997) y Lalola (2008-2009), en la película de José Luis Garci Tiovivo c. 1950 (2004) y sobre los escenarios en las obras  El cianuro... ¿solo o con leche? (1993), de Juan José Alonso Millán y ¿Qué fue del sinvergüenza? (2006) junto a José Rubio y en el Festival de Teatro Clásico de Mérida con Lisístrata (2007), con Miriam Díaz-Aroca.

## Televisión
- Algo que celebrar
  - El cumpleaños de la abuela (21 de enero de 2015)
- Las chicas de oro
  - La gripe (22 de noviembre de 2010)
- Lalola (2008-2009).(Como Carolina "Carol" Uriarte De Mendoza). [nota 1]
- Planta 25 (2006-2008) [nota 2]
- Géminis, venganza de amor (2002) [nota 3]
- El secreto
  - Temporada 2, episodio 1 (1 de octubre de 2001)
  - Temporada 2, episodio del 31 de octubre de 2001
- La ley y la vida
  - Juegos de amor y poder (20 de noviembre de 2000)
  - Mentiras muy arriesgadas (27 de noviembre de 2000)
- Un hombre solo
  - Musa de mi música (5 de septiembre de 2000)
- Paraíso 
  - Las cenizas de Lourdes (23 de agosto de 2000)
  - Secuestradas (19 de septiembre de 2002)
- Manos a la obra
  - Benito y medium (26 de febrero de 1998)
  - La jaula (8 de marzo de 2001)
- Don Juan
  - Episodio 1 (29 de octubre de 1997)
  - Episodio 2 (30 de octubre de 1997)
- Pasen y Vean (1997)
  - La vida privada de mamá (15 de enero de 1997)
  - Julieta tiene un desliz (27 de marzo de 1997)
- Éste es mi barrio
  - ¡Adiós, Facundo! (13 de septiembre de 1996)
  - Si yo fuera rico (20 de septiembre de 1996)
  - Dulce laboro (27 de septiembre de 1996)
  - No hay más cera que la que arde (14 de agosto de 1997)
  - La última campanada (1997)
  - Visto para sentencia (1997)
  - A veces los sueños se cumplen (1997)
- Farmacia de guardia
  - Lo tuyo es puro teatro (23 de noviembre de 1995)
- La Revista
  - La blanca doble (28 de septiembre de 1995)
  - Doña Mariquita de mi corazón (9 de noviembre de 1995)
  - Piezas de recambio (25 de enero de 1996)
  - Las de armas tomar (23 de mayo de 1996)
- Encantada de la vida
  - Episodio del 18 de abril de 1994
  - Episodio del 13 de junio de 1994
- Noches de gala
  - Episodio del 6 de noviembre de 1993
- Habitación 503
  - Un nuevo botones (20 de septiembre de 1993)
- Alta tensión
  - Adriana (22 de septiembre de 1991)
- Primera función
  - Una noche en su casa, señora (26 de enero de 1989)
  - Malvaloca (7 de diciembre de 1989)
- Anillos de oro
  - Una hermosa fachada (28 de octubre de 1983)
- La máscara negra
  - Sábado de carnaval (19 de marzo de 1982)
- Ficciones
  - El rumor (19 de noviembre de 1981)
- Ding-Dong (1980)
- Antología de la Zarzuela (1979)
- Los Mitos
  - Medea (17 de mayo de 1979)
- Estudio 1
  - Cuidado con las personas formales (13 de diciembre de 1978)
  - La idiota (24 de enero de 1979)
  - Al final de la cuerda (18 de abril de 1979)
  - Celos del aire (25 de abril de 1979)
  - Sólo el amor y la luna traen fortuna (11 de noviembre de 1979)
  - El genio alegre (27 de enero de 1980)
  - La Venus de Milo (15 de junio de 1980)
  - Malvaloca (17 de enero de 1983)
- El teatro
  - Madre, el drama padre (23 de mayo de 1976)
- Este señor de negro
  - Eternos rivales (3 de diciembre de 1975)
- La cometa naranja (1974)
- Telecomedia
  - Se vende un apartamento (19 de octubre de 1974)
- Los libros
  - El obispo leproso (18 de marzo de 1974)
- Compañera te doy
  - El motivo (18 de junio de 1973)
- Hora once
  - El delincuente honrado (28 de mayo de 1973)
- Novela
  - Los Nickleby (10 de abril de 1972)
  - De la piel del diablo (2 de julio de 1973)
  - Selma Lagerlöf (29 de julio de 1974)
  - La muerte le sienta bien a Villalobos (3 de octubre de 1977)
- El premio
  - Un escritor busca empleo (30 de diciembre de 1968)

## Teatro
- La locomotora (1969) de André Roussin.
- La educación de los padres (1970) de José Félix del Villar.
- El seductor (1973) de Diego Fabbri.
- El lindo don Diego (1973) de Agustín Moreto.[1]
- Los sinvergüenzas tienen eso (1976) de Alfonso Paso.
- La venganza de la Petra (1979) de Carlos Arniches.
- Qué campanada (1979) con José Sazatornil  .
- Las mujeres sabias (1984) de Molière.
- Los caciques (1987) de Carlos Arniches.
- Amadeo (1988) de Eugene Ionesco.
- Usted tiene ojos de mujer fatal (1989) de Enrique Jardiel Poncela.
- El príncipe constante (1990) de Calderón de la Barca,[2]
- Asamblea general (1990) de Lauro Olmo.
- El Tríptico de los Pizarro (1990) de Tirso de Molina.
- Eloísa está debajo de un almendro (1990) de Enrique Jardiel Poncela.[3]
- La vida es sueño (1992) de Tono y Carlos Llopis.
- El cianuro... ¿solo o con leche? (1993)  de Juan José Alonso Millán.
- Carlota (1997) de Miguel Mihura.
- Trampa mortal (1999), de Ira Levin
- ¿Qué fue del sinvergüenza? (2006) junto a José Rubio.
- Lisístrata (2007)
- Por los pelos (2011)
- El hotelito (2014), de Antonio Gala.

## Cine
- El marino de los puños de oro (1968)
- El paseíllo (1968)
- Soltera y madre en la vida (1969)
- El perfil de Satanás (1969)
- Si Fulano fuese Mengano (1971)
- Hay que educar a papá (1971)
- Las Ibéricas F.C. (1971)
- Venta por pisos (1971)
- En un mundo nuevo (1972)
- Secuestro a la española (1972)
- La casa de las Chivas (1972)
- La rebelión de las muertas (1973)
- La saga de los Drácula (1973)
- Los mil ojos del asesino (1973)
- Disco rojo (1973)
- La noche de los brujos (1974)
- El calzonazos (1974)
- Los nuevos españoles (1974)
- Las obsesiones de Armando (1974)
- La noche de las gaviotas (1975)
- Una libélula para cada muerto (1975)
- Exorcismo (1975)
- La endemoniada (1975)
- Ligeramente viudas (1976)
- Doña Perfecta (1977)
- La familia bien, gracias (1979)
- Rocky Carambola (1979)
- Los pecados de mamá (1980)
- El divorcio que viene (1980)
- El último harén (1981)
- ¿Dónde estará mi niño? (1981)
- Cariñosamente infiel (1981)
- La tía de Carlos (1981)
- Cristóbal Colón, de oficio... descubridor (1982)
- Las chicas del bingo (1982)
- Las trampas del matrimonio (1982)
- Inseminación artificial (1983)
- Mon ami Washington (1984)
- A la pálida luz de la luna (1985)
- Sangre en el Caribe (1985)
- Una y sonada... (1985)
- Memoria en la piel (Cortometraje, 1992)
- Felicidades, Tovarich (1995)
- El intruso (Cortometraje, 1996)
- Sueños en la mitad del mundo (1999)
- El florido pensil (2002)
- Tiovivo c. 1950 (2004)
- Laura, basado en hechos reales (Cortometraje, 2004)
- Retrato en gris (Cortometraje, 2006)
- 219 (Cortometraje, 2008)
- Sangre de mayo (2008)
- Las tierras altas (2008)
- Aún hay tiempo (2013)
- El señor Manolo (2014)
- El pasado nunca muere (2016)
- Casi amor, (2017)
- Dolorosa Gioia (2019)
- Dragón Blanco: Cuando el dinero fácil hace temblar al mundo (Cortometraje, 2023)